# Juan Fernández Trigo
Juan Fernández Trigo (Tarrasa, 11 de agosto de 1958) es un diplomático español. Es el embajador de España en Portugal (desde diciembre de 2023).
Ha sido embajador en diversas lugares: Haití (2007-2011), Paraguay (2011-2013), y Cuba (2018-2020), además de Encargado de Negocios del Reino de España con cartas de gabinete ante la República Bolivariana de Venezuela (2020-2021). 

## Biografía
Licenciado en Derecho, ingresó en 1986 en la carrera diplomática. Ha estado destinado en la representación permanente de España ante las Comunidades Europeas y ha sido cónsul de España en Agadir y segundo jefe de la embajada de España en Vietnam.
En 2000 fue nombrado subdirector general de Relaciones Económicas Multilaterales y de Cooperación Marítima y Terrestre, y, posteriormente, consejero en la Representación Permanente de España ante las Naciones Unidas. En 2004 fue designado segundo jefe de la embajada de España en Cuba y desde julio de 2007 hasta febrero de 2011 fue embajador de España en la República de Haití, donde fue relevado por Manuel Hernández y Ruigómez.
Tras su destino en Haití, fue nombrado como jefe de la misión diplomática de España ante la República del Paraguay hasta su cese en enero de 2013. Durante este tiempo, el 9 de noviembre de 2012 fue nombrado por la alta representante de la Unión para Asuntos Exteriores y Política de Seguridad, Catherine Ashton, jefe de Delegación del Servicio Europeo de Acción Exterior para Uruguay.
El 7 de noviembre de 2017 fue nombrado representante del Gobierno de España en la Consejería de Asuntos Exteriores, Relaciones Institucionales y Transparencia de la Generalidad de Cataluña tras la aplicación del Artículo 155 de la Constitución española de 1978, en sustitución de Raül Romeva, quien desde el 2 de noviembre se encontraba en prisión preventiva como consecuencia de la investigación llevada a cabo por la jueza de la Audiencia Nacional Carmen Lamela.
En octubre de 2018 el Gobierno de España lo designó como embajador del Reino de España ante la República de Cuba, cargo que ocupó hasta noviembre de 2020.
El Gobierno de España designó a Fernández como el Encargado de Negocios de España con cartas de gabinete ante Venezuela, convirtiéndose así, en el máximo representante de la diplomacia española en esa nación (noviembre de 2020-julio de 2021). Con ello, el Gobierno de España ratificó que no nombraría un nuevo embajador de España ante Venezuela, ya que ni este, ni los Estados miembros de la Unión Europea reconocen a la administración de Nicolás Maduro como el gobierno legítimo de Venezuela.   
El ministro de Asuntos Exteriores, José Manuel Albares, le nombró secretario de Estado para Iberoamérica y el Caribe y el Español en el Mundo (julio de 2021-diciembre de 2023). En febrero de 2022 viajó a Perú debido al derrame de petróleo en la refinería La Pampilla, propiedad de la empresa española Repsol.
En diciembre de 2023 actuó como ministro de jornada en el viaje que el rey Felipe VI realizó para la toma de posesión de Javier Milei como presidente de Argentina. Esto se debió a que el ministro de Asuntos Exteriores no pudo acudir al tener compromisos en Bruselas.
A finales de ese mes, cesó como secretario de Estado,y fue nombrado embajador de España en Portugal  (desde diciembre de 2023).